# System londyński
System londyński (ang. London System) – otwarcie szachowe, w którym białe rozpoczynają ruchem 1. d4 (zagranie 1. Sf3 również może prowadzić do systemu londyńskiego), ale nie przechodzą do gambitu hetmańskiego, a zamiast tego decydują się na szybki rozwój czarnopolowego gońca. Prowadzi to często do zamkniętej gry. System Londyński można grywać przeciwko praktycznie każdej obronie czarnych i dlatego posiada mniejszą ilość teorii niż wiele innych otwarć.
Pierwszym profesjonalnym zwolennikiem i propagatorem systemu londyńskiego był brytyjski szachista James Mason, od którego wywodzi się inna nazwa tego otwarcia tj. Mason Variation.
W meczach o mistrzostwo świata, system londyński został zagrany po raz pierwszy w 2023 roku podczas 6. partii pojedynku Niepomniaszczij–Ding, zakończoną zwycięstwem białych (Ding).